# مارمالاد
مارمالاد نوعی فرآوردهٔ محافظت غذایی است که از خرد کردن و له کردن تمام میوه شامل پوست و گوشت و آب آن و جوشاندن آن با شکر تهیه می‌شود و معمولاً عامل غلیظ‌کننده حیوانی (ژلاتین) یا غلیظ‌کننده گیاهی (پکتین) برای ژله‌ای شدن به آن اضافه می‌کنند.
معمولاً در شیرینی‌پزی و یا به عنوان صبحانه و عصرانه کاربرد دارد.